# Rocky Arnold and his Texas Range Riders
Rocky Arnold and his Texas Range Riders war eine US-amerikanische Countryband.

## Karriere
Die Gruppe, die ihren ersten Radioauftritt 1951 hatte, war vor allem in der Umgebung um San Francisco bekannt. Nachdem sie über ein Jahr lang schon ihre tägliche Radioshow auf dem Sender KGYW in Vallejo (Kalifornien) hatte, bekam sie einen Plattenvertrag bei der Cormac Recording Company. Einer ihrer Titel dort war Sand In My Shoes.